# Nadsański Regionalny Park Krajobrazowy
Nadsański Regionalny Park Krajobrazowy (ukr. Надсянський регіональний ландшафтний парк – Nadsians'kyj rehionalnyj łandszaftnyj park) – park krajobrazowy w zachodniej Ukrainie, w powiecie turczańskim obwodu lwowskiego. Powierzchnia: 194,28 km² (19 428 ha). Siedziba władz Parku znajduje się we wsi Borynia.
Nadsański RPK ciągnie się stosunkowo wąskim pasem wzdłuż doliny górnego Sanu, od Przełęczy Użockiej aż do miejsca, w którym granica polsko-ukraińska porzuca koryto Sanu. Po stronie polskiej graniczy z Bieszczadzkim Parkiem Narodowym i z Parkiem Krajobrazowym Doliny Sanu, z którymi razem tworzy Międzynarodowy Rezerwat Biosfery „Karpaty Wschodnie”. Na Przełęczy Użockiej Nadsański RPK graniczy z Użańskim Parkiem Narodowym. 
Nadsański RPK został utworzony w 1997 w celu ujednolicenia ochrony przyrody w obszarze doliny Sanu. Do tej pory bowiem była chroniona tylko jej polska część. Funkcją Parku jest promowanie takich form gospodarki, które pozwolą na zachowanie różnorodności biologicznej i racjonalne turystyczne wykorzystanie terenu. 
Nadsański RPK leży na pogórzu stryjsko-sańskim. Obejmuje w całości wschodnią, ukraińską część doliny górnego Sanu, trzy pasma górskie biegnące z północnego zachodu na południowy wschód: Czerwony Wierch (przedłużenie polskiego pasma Otrytu; kulminacja Marhityna – 826 m n.p.m.), leżący dalej w tej samej linii Sański Grzbiet (Szczołb – 874 m n.p.m.) i dalej na południe położone pasmo Buczok (do 951 m n.p.m.), a dalej – dolinę wykorzystywaną przez potoki Rika (dopływ Sanu) i Jabłuńka (dopływ Stryja). Granice Parku sięgają aż działu wód między Sanem a Dniestrem, a nawet w okolicy wsi Dnistryk Dubowyj, schodzą na północne zbocza doliny górnego Dniestru. 
Podobnie jak polska część doliny górnego Sanu, także część ukraińska została wyludniona po zakończeniu II wojny światowej – w ramach „oczyszczania strefy przygranicznej”. Natomiast dolina Riki i Jabłuńki jest normalnie zaludniona i zagospodarowana, leżą w niej duże wsie: Boberka, Szandrowec oraz Wyżna i Niżna Jabłuńka. 
Dlatego, w odróżnieniu od Bieszczadzkiego Parku Narodowego po drugiej stronie Sanu, lasy i zarośla stanowią tylko 51,6% obszaru Nadsańskiego RPK, zaś aż 42,9% – grunty rolne. Wśród lasów przeważają bukowe, jodłowe i świerkowe, przy czym świerk pochodzi ze sztucznych nasadzeń. Szata roślinna terenów Nadsańskiego RPK została silnie przekształcona przez człowieka – sporą część lasów zastąpiły pastwiska, obecnie wtórnie dziczejące i zarastające jałowcem.